# 카를 에른스트 폰 베어
카를 에른스트 폰 베어(독일어: Karl Ernst von Baer, 러시아어: Карл Эрнст фон Бэр, 1792년 2월 28일 – 1876년 11월 28일)는 러시아 제국의 발트 독일인 과학자, 탐험가, 박물학자, 생물학자, 지질학자, 기상학, 지리학자, 발생학자이다. 러시아에서는 카를 막시모비치 베르(Карл Макси́мович Бэр)라는 이름으로도 알려져 있다.
유럽 러시아와 스칸디나비아의 탐험가였으며, 발생학 연구에 기여한 공로로 '발생학의 아버지'라고도 불린다. 러시아 과학 아카데미 회원이었고, 러시아 지리학회(Russian geographical society)의 공동 설립자이며, 러시아 곤충학회(Russian Entomological Society)의 초대 회장이었다.
쾨니히스베르크 대학교의 해부학 교수로 재직하였다.

## 기여

### 발생학
폰 베어는 척삭류의 발달과정에서 포배기를 발견하고, 동물의 발생학적 발달을 연구하였다. 카스파르 프리드리히 볼프의 연구에 기반하여, 하인츠 크리스티안 판더와 함께 그는 동물 발달의 배엽 이론(외배엽, 중배엽, 내배엽)을 다양한 종에 존재하는 원칙으로 설명하였고, 그의 저서 Über Entwickelungsgeschichte der Thiere (1828)에서 비교발생학의 기반을 설명하였다. 1826년, 베어는 포유류의 난자를 발견하였고, 인간의 난자는 알렌(Edgar Allen)에 의해 1928년에 최초로 묘사되었다. 1827년 그는 그의 연구, Ovi Mammalium et Hominis genesi를 마치고 성 페테르스부르그 과학 아카데미에 제출하였다.(라이프치히에서 출판됨
).
1872년, 폰 베어는 인간의 난자를 최초로 관찰하였다.
1876년, 허트위그(Oscar Hertwig)는 난자와 정자 세포가 결합하여 수정이 일어난다는 사실을 밝혔다.
폰 베어는 발생학의 폰 베어 법칙을 공식화하였다. 그 내용은 다음과 같다.
1. 배아가 속한 그룹의 일반적인 특성은 특별한 특성을 갖기 전에 발생한다.
2. 구체적인 것이 나타나기 전에 일반적인 구조 관계가 형성된다.
3. 임의의 배아의 형태는 다른 명확한 형태에 수렴하지 않지만 그러한 형태들과는 구분된다.
4. 더 높은 동물 형태의 배아는 덜 진화된 동물과 같은 다른 동물 형태의 성체과 결코 닮지 않으며, 단지 그것의 배아와 닮았다.

비교 발생학적 견지에서 여러 동물의 분류와 그들 동물이 속하는 공통형의 결정을 행할 것을 제창하고, 4개의 주요 발생형을 나누었다. 그것은 조르주 퀴비에의 분류 체계와 일치했다.

### 진화론
그의 비교발생학 연구에서, 베어는 종의 변화(transmutation)에 대해서는 인정하였으나, 후에 찰스 다윈이 제시한 자연선택 이론은 거부하였다. 그는 척추 동물 배아의 계통발생론과 개체발생론을 드러내는 초기 계통수를 만들었다.
1869년 출판된 종의 기원 5판에서, 찰스 다윈은 역사적 스케치 추가하면서, 종들이 수정을 거쳐나갔고 현재의 생물 형태가 기존의 생물 형태로부터 세대를 거쳐 유래했다는 의견을 그보다 앞서 출판한 자연주의자의 공로를 인정하였다.
"모든 동물학자들이 존경심을 느끼는, 폰 베어는 약 1859년에, 지리학적 분포의 법칙에 기초하여 이제는 완벽하게 구별되는 형태가 하나의 부모 형태에서 비롯된 것이라는 그의 확신을 표현하였다."
베어는 또한, 진화학적 정향진화와 비교되는, 자연의 목적론적 힘이 존재한다고 믿었다.

### 다른 분야의 과학
베어의 법칙은, 북반구에서 침식이 주로 강의 오른쪽에서 일어나고 남반구에서는 강의 왼쪽에서 발생한다는 미확정된 주장을 가리키는 용어이기도 하다.
더욱 철저한 이론에서는, 강의 침식은 흐르는 방향에 의존적이다. 이는 베어가 이론화하지 않은 부분이다. 베어의 이론에 따르면, 예를 들어, 북반구에서 남쪽으로 흐르는 강에서 강의 우측이 코리올리 효과에 의해 침식이 더 많이 일어나고, 서쪽으로 흐르는 강에서는 양쪽의 침식이 차이가 없게 된다.
베어는 러시아 북쪽 지방에 관심이 있었고, 노바야제믈랴 제도를 1837년에 탐험하면서, 생물학적 표본들을 수집하였다. 다른 여행에서는 카스피해, 노스 케이프(North cape), 라플란드를 여행하였다. 그는 러시아 지리학회의 설립자 중의 한명이었다.
그는, 서로 다른 생체에서의 시간 지각과 같은 생물학적 시간을 선구적으로 연구하였다.